# Kia Sonet
Der Kia Sonet ist ein Crossover-SUV des südkoreanischen Automobilherstellers Kia Motors und das dritte in Indien eingeführte Modell der Marke. Er ist technisch unterhalb des Kia Seltos positioniert.

## Geschichte
Einen ersten Ausblick auf das Fahrzeug zeigte der Hersteller im Rahmen der Auto Expo mit dem Kia Sonet Concept im Februar 2020. Das Serienfahrzeug wurde im August 2020 vorgestellt. Die Markteinführung des in Anantapur gebauten Fahrzeugs erfolgte zunächst im September 2020 in Indien. Im November 2020 folgte der indonesische und im Mai 2021 der südafrikanische Markt. Eine überarbeitete Version der Baureihe wurde im Dezember 2023 präsentiert.
Das SUV ist knapp unter vier Meter lang und erhält damit auf dem indischen Markt Steuervergünstigungen. Auf anderen Märkten baut das Fahrzeug mit 4,12 Metern länger. Die technische Basis teilt sich der Sonet mit dem Hyundai Venue. Als Konkurrenzmodelle gelten unter anderem der Ford EcoSport, der Mahindra XUV 300 oder der Tata Nexon.

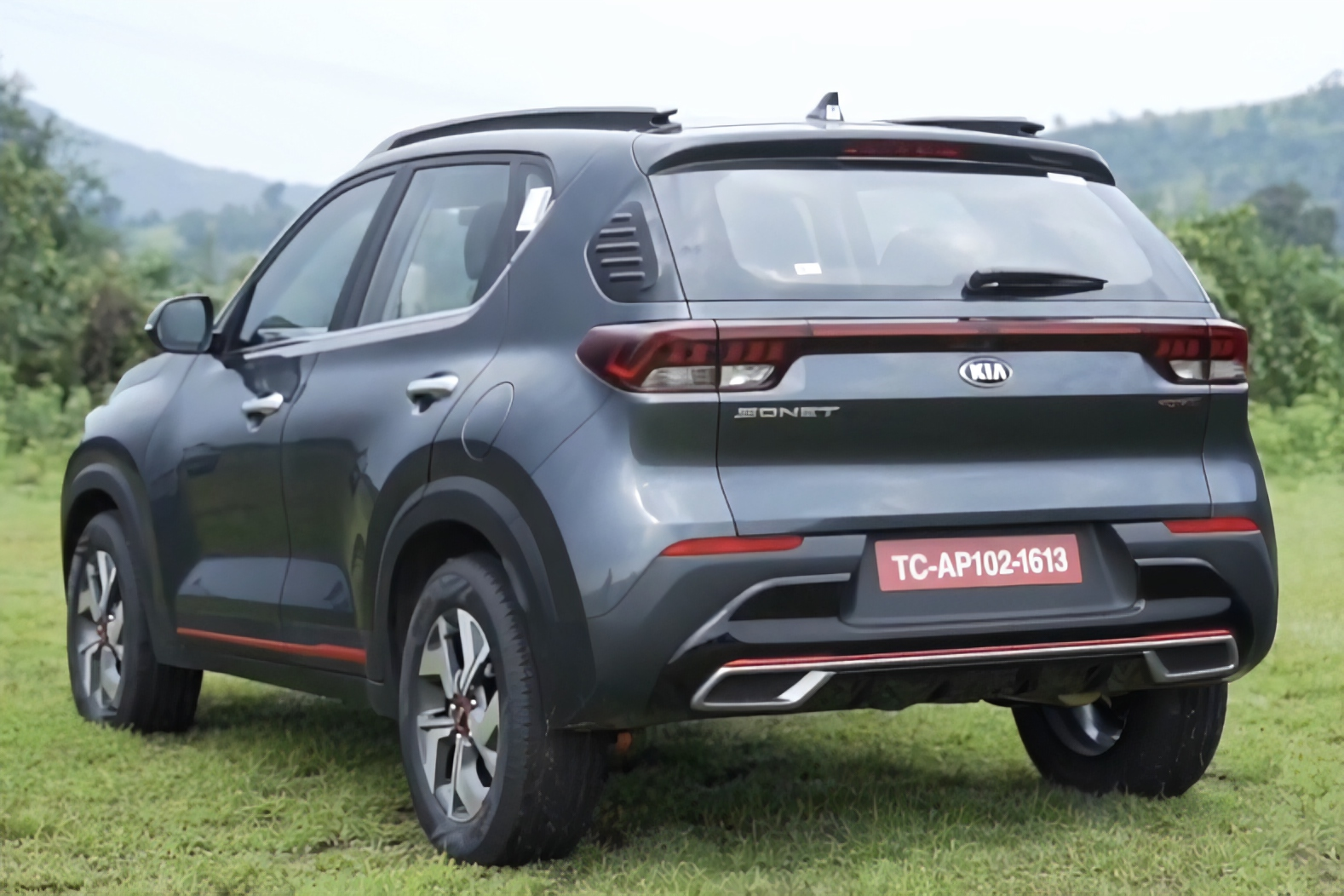
Heckansicht
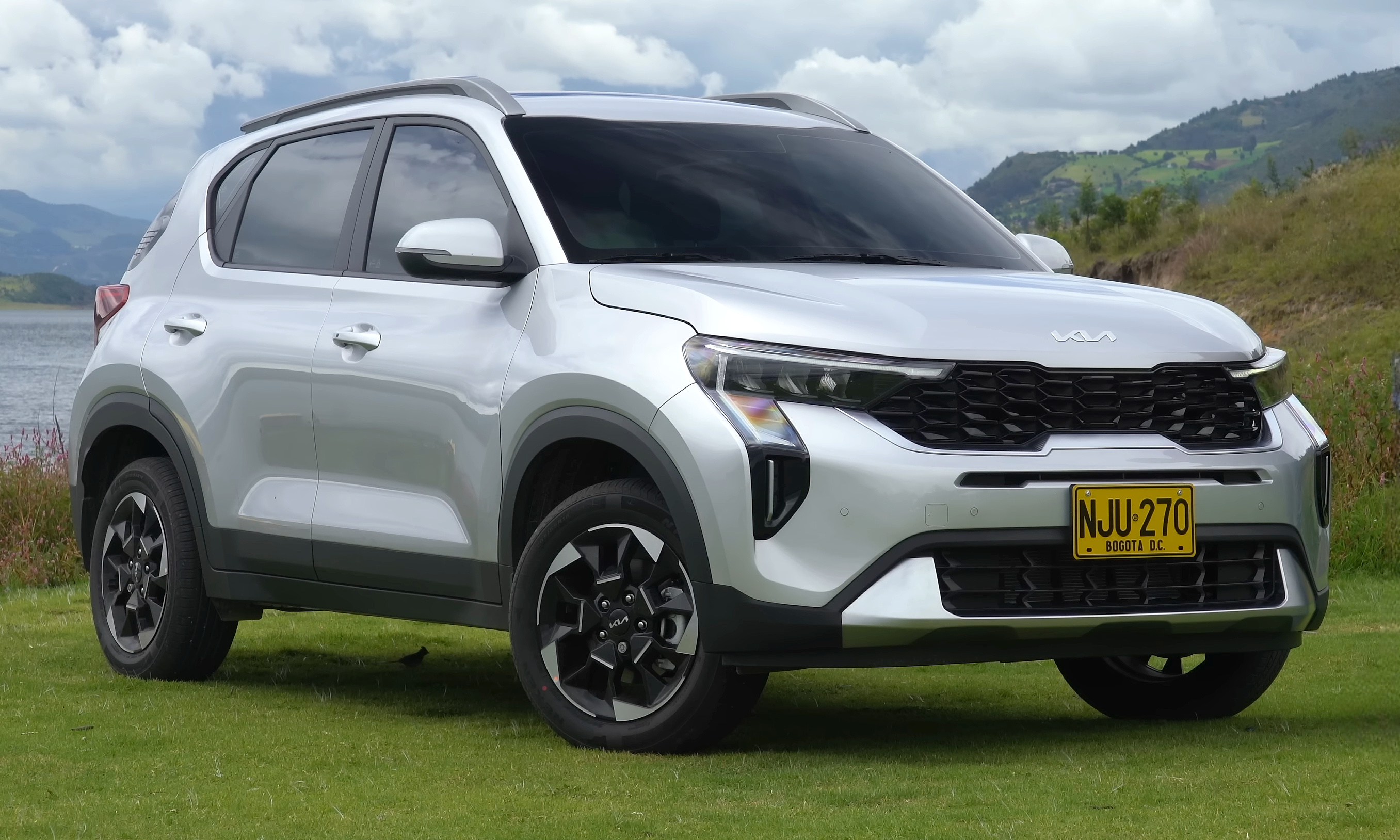
Kia Sonet (seit 2023)
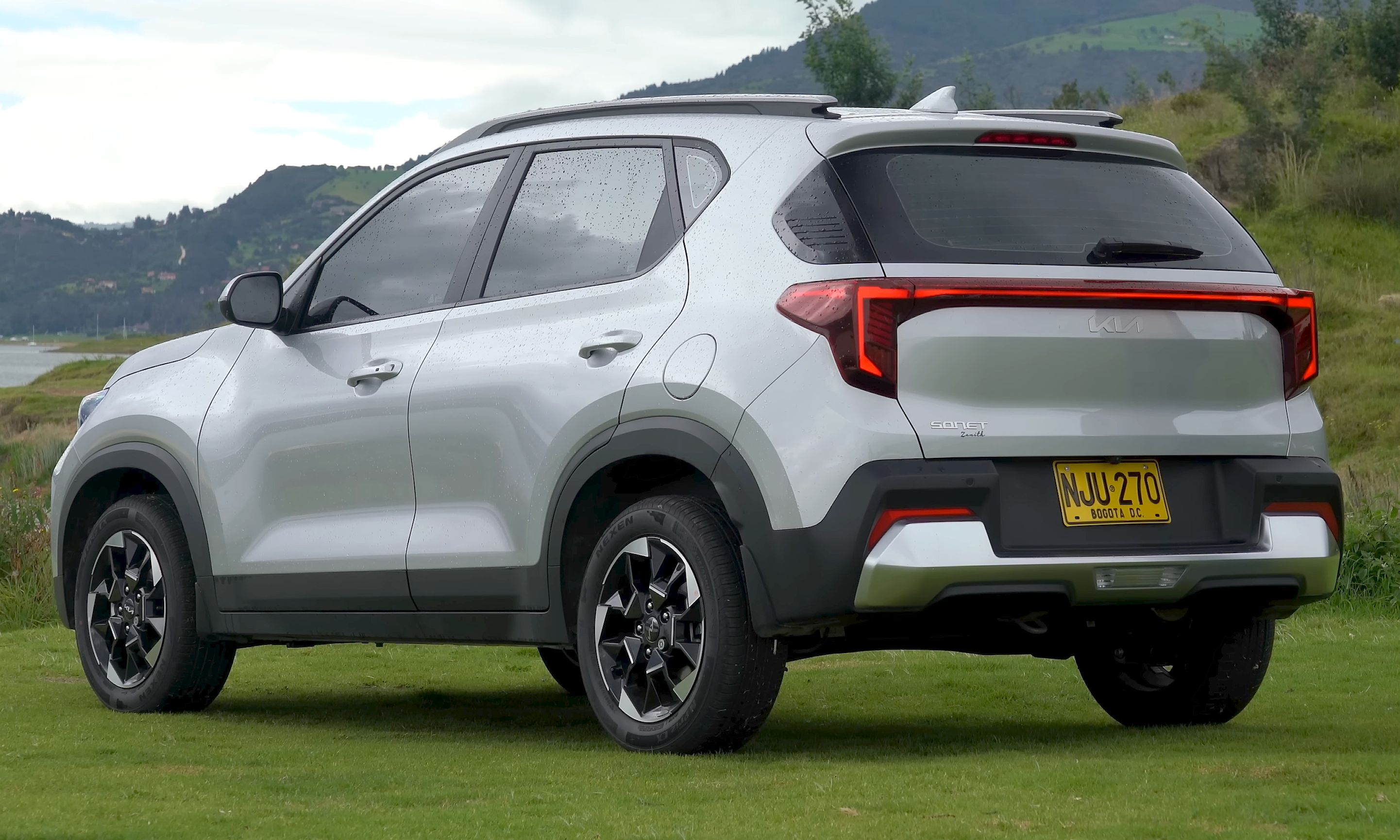
Heckansicht
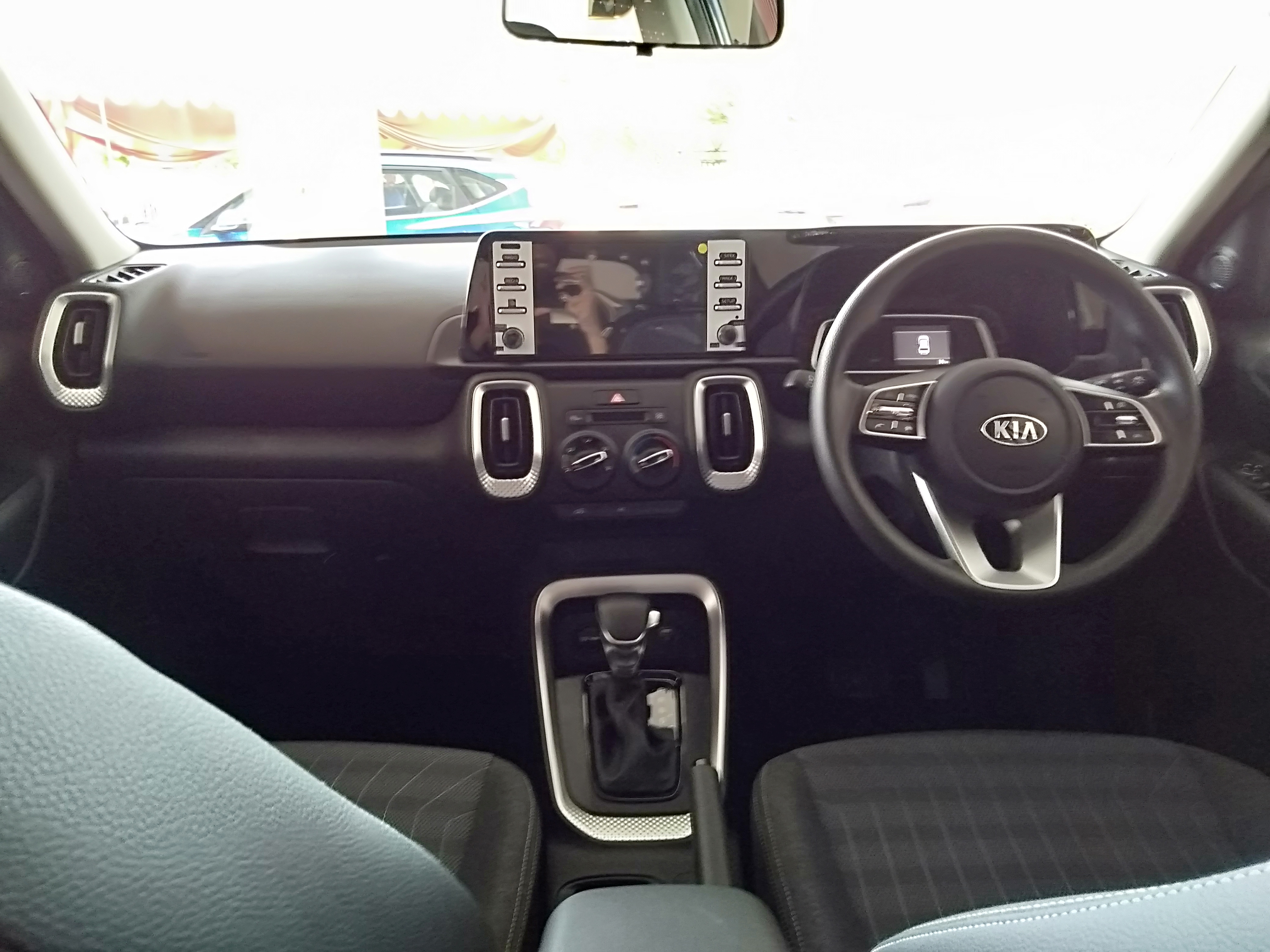
Innenansicht

## Technische Daten
In Indien wird der Sonet von einem 1,2-Liter-Ottomotor mit 61 kW (83 PS), einem aufgeladenen 1,0-Liter-Ottomotor mit 88 kW (120 PS) oder einem 1,5-Liter-Dieselmotor in zwei Leistungsstufen angetrieben. Auf anderen Märkten steht auch ein 1,5-Liter-Ottomotor mit 85 kW (115 PS) zur Verfügung.
|                                             | 1.2                   | 1.5                    | 1.0 T-GDI              | 1.5 CRDi              | 1.5 CRDi                   |
| Bauzeitraum                                 | seit 09/2020          | seit 11/2020           | seit 09/2020           | 09/2020–03/2023       | seit 09/2020               |
| Markt                                       | Indien                | Indonesien, Südafrika  | Indien, Südafrika      | Indien                | Indien                     |
| Motorkenndaten                              |                       |                        |                        |                       |                            |
| Motortyp                                    | R4-Ottomotor          | R4-Ottomotor           | R3-Ottomotor           | R4-Dieselmotor        | R4-Dieselmotor             |
| Motoraufladung                              | —                     | —                      | Turbolader             | Turbolader            | Turbolader                 |
| Hubraum                                     | 1197 cm³              | 1497 cm³               | 998 cm³                | 1493 cm³              | 1493 cm³                   |
| max. Leistung bei min−1                     | 61 kW (83 PS) / 6000  | 85 kW (115 PS) / 6300  | 88 kW (120 PS) / 6000  | 74 kW (100 PS) / 4000 | 85 kW (115 PS) / 4000      |
| max. Drehmoment bei min−1                   | 115 Nm / 4200         | 144 Nm / 4500          | 172 Nm / 1500–4000     | 240 Nm / 1500–2750    | 250 Nm / 1500–2750         |
| Kraftübertragung                            |                       |                        |                        |                       |                            |
| Antrieb                                     | Vorderradantrieb      | Vorderradantrieb       | Vorderradantrieb       | Vorderradantrieb      | Vorderradantrieb           |
| Getriebe, serienmäßig                       | 5-Gang-Schaltgetriebe | 6-Gang-Schaltgetriebe  | 6-Gang-Schaltgetriebe  | 6-Gang-Schaltgetriebe | 6-Gang-Schaltgetriebe      |
| Getriebe, optional                          | —                     | (Stufenloses Getriebe) | (Stufenloses Getriebe) | —                     | 6-Stufen-Automatikgetriebe |
| Messwerte                                   |                       |                        |                        |                       |                            |
| Höchstgeschwindigkeit                       | k. A.                 | 170 km/h (170 km/h)    | k. A. (185 km/h)       | k. A.                 | k. A.                      |
| Beschleunigung, 0–100 km/h                  | k. A.                 | 11,3 s (11,8 s)        | k. A. (11,3 s)         | k. A.                 | k. A.                      |
| Kraftstoffverbrauch auf 100 km (kombiniert) | k. A.                 | k. A.                  | k. A.                  | k. A.                 | k. A.                      |
| Tankinhalt                                  | 45 l                  | 45 l                   | 45 l                   | 45 l                  | 45 l                       |
| Abgasnorm                                   | BS VI                 | k. A.                  | BS VI                  | BS VI                 | BS VI                      |